# Chagrin Falls (Ohio)
Chagrin Falls – wieś w USA, w stanie Ohio, w hrabstwie Cuyahoga. Jako przedmieście wchodzi w skład aglomeracji Cleveland. Powstała w pobliżu naturalnego wodospadu (stąd nazwa) na rzece Chagrin.
Liczba mieszkańców według US Census Bureau w 2000 roku wynosiła 4 024.